# Ingunn Hultgreen Weltzien
Ingunn Hultgreen Weltzien, född 19 maj 1986 i Bærum. Norsk orienterare med ett JVM-guld och ett VM-brons som främsta meriter.
Dotter till Eystein Weltzien, orienterare med ett VM-guld i stafett 1978 samt VM-brons i stafett 1974, och Wenche Hultgreen, även hon norsk landslagslöpare i orientering.